# Жерар Леман
Жерар Леман (фр. Gerard Mathieu Joseph Georges, count Leman; нар. 8 січня 1851, Льєж — пом. 17 жовтня 1920, Льєж) — бельгійський воєначальник, генерал-лейтенант бельгійської армії, учасник Першої світової війни, герой оборони Льєжа (1914).

## Біографія
Жерар Матьє Жозеф Жорж, граф Леман народився 8 січня 1851 року в місті Льєж у родині офіцера-капітана артилерії, професора, який викладав у військовій академії. Жерар поступив до Королівської військової академії, яку в 1869 році закінчив з відмінними показниками, отримавши звання лейтенанта інженерних військ. Під час французько-прусської війни служив спостерігачем від бельгійських збройних сил. У 1882 р. став викладачем, а згодом й керманичем у військовому коледжі, де готували майбутніх офіцерів для бельгійської армії. Серед його учнів були майбутній король Бельгії Альберт I та філіппінський генерал Антоніо Луна.
У січні 1914 року Ж. Леман був призначений на посаду начальника гарнізону міста Льєжа, його фортифікаційної системи та одночасно командиром 3-ї піхотної дивізії. На цьому посту він доклав максимум зусиль на створення з міста потужної фортифікаційної споруди, а також удосконаленню системи оборони у зоні відповідальності. Більше ніж 18 000 працівників виконувало завдання з поліпшення, відновлення та побудови нових укріплень та споруд.

### Німецьке вторгнення в Бельгію
4 серпня 1914 року німецька армія перетнула німецько-бельгійський кордон й вдерлася на територію нейтрального Бельгійського королівства та почала просування вглиб її території. Ударне угруповання німецьких військ, що наступало на Льєж, очолював генерал від інфантерії О. фон Емміх. З підходом до Льєжа він надіслав вимогу гарнізону капітулювати та пропустити його війська далі.
Бельгійський генерал Ж. Леман відмовив його ультиматуму, після чого почався штурм бельгійської укріпленої фортеці Льєж, яка прикривала найважливіші переправи через річку Маас. Перші атаки німців не дали результату, поки після підвезення важкої артилерії, зокрема гаубиць типу «Велика Берта», і відходу основних бельгійських сил з міста 16 серпня німецькі війська не зуміли захопити фортецю. Мужній опір бельгійських захисників фортеці Льєжа, можливо, сприяв затриманню німецького вторгнення у Францію на 4—5 днів. Залізниці, необхідні німецьким військам у Східній Бельгії, були закриті протягом всього часу облоги і німецьким військам не вдалося прорватися до Намюра до 20 серпня.
Начальник гарнізону генерал Ж. Леман був захоплений німецькими солдатами у непритомному стані під руїнами форту Форт Лонсін, потрапивши під обстріл німецької облогової артилерії. Його утримували, як військовополоненого до 1917 року, доки через важкий стан здоров'я не відправили на лікування до Швейцарії. На знак пошани від німецького командування генералу Ж. Леману дозволили забрати з собою його шаблю. Він постійно наполягав на тому, що він не здався сам у полон, а був захоплений у непритомному стані.
Після війни Жерар Леман повернувся до дому національним героєм. Помер він у 1920 році у віці 69 років.